# Rhodacarus thysi
Rhodacarus thysi är en spindeldjursart som beskrevs av Jordaan, Loots och Theron 1988. Rhodacarus thysi ingår i släktet Rhodacarus och familjen Rhodacaridae. Inga underarter finns listade i Catalogue of Life.